# Wacław Sierpiński

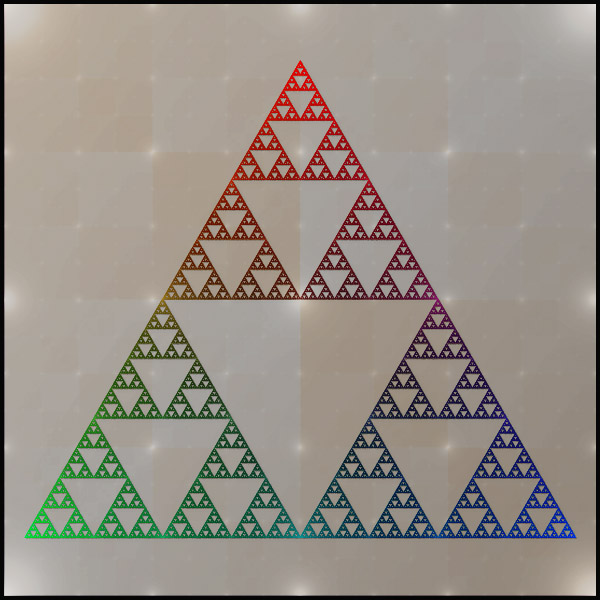
En sierpinskitriangel.

Wacław Franciszek Sierpiński, född 14 mars 1882, död 21 oktober 1969, var en polsk matematiker som arbetade inom mängdteori, talteori, funktionslära och topologi. Han var mycket produktiv och skrev totalt över 700 avhandlingar och 50 böcker.
Siperpinski föddes i Warszawa. Han studerade matematik och fysik vid universitetet i Warszawa där han tog examen 1904 och vann en guldmedalj för en uppsats i matematik. Han tog efter detta arbete som lärare, men då skolan stängdes vid en strejk bestämde han sig för att doktorera. Han flyttade till Kraków, där han vid Jagellonska universitetet hade Stanislaw Zaremba som föreläsare i matematik. Han studerade även astronomi och filosofi, och fick 1908 doktorsexamen samt en tjänst vid universitet i Lviv.
Intresset för mängdteori uppkom 1907 då Sierpinski stötte på en sats om att en punkt i ett plan kan specificeras med en enda koordinat. Då han skrev till Tadeusz Banachiewicz för att få veta hur detta var möjligt fick han ordet "Cantor" till svar, syftandes på Georg Cantor.
Under första världskriget reste han till Ryssland där han samarbetade med Nikolai Luzin. Han återvände till Polen efter krigsslutet 1918, och kom under 1919-1921 att tjänstgöra som kodknäckare åt polska Biuro Szyfrów.
Han blev 1919 professor vid universitetet i Warszawa och grundade 1920 tiddskriften Fundamenta Mathematica tillsammans med Zygmunt Janiszewski och Stefan Mazurkiewicz. Förutom mängdteorin, inom vilken han gjorde viktiga bidrag gällande urvalsaxiomet och kontinuumhypotesen, undersökte han under de efterföljande åren bland annat Sierpinskikurvan och Sierpinskitriangeln.
Förutom sin produktivitet som forskare var Sierpinski engagerad i flera organisationer. Han utnämndes för sina förtjänster bland annat till dekanus vid universitet i Warszawa, ordförande för flera vetenskapliga samfund, och hedersdoktor vid nio universitet. Han gick i pension 1960, men fortsatte under ytterligare åtta år att hålla seminarier och arbeta som redaktör för matematiska tidskrifter. Han avled i Warszawa och ligger där begravd på kyrkogården Powązki.